# Sklenářovice
Sklenářovice (německy Glasendorf) je zaniklá vesnice v Krkonošském národním parku, dnes část městyse Mladé Buky v okrese Trutnov. Nachází se asi 2,5 km na sever od Mladých Buků. Sklenářovice je také název katastrálního území o rozloze 5,51 km².

## Historie
Obec vznikla patrně v 15. století jako sklářská, prvně se připomíná roku 1515. Největší rozkvět jí přinesla zlatá horečka v 16. století, ale naleziště zlata se brzy vyčerpala a Sklenářovice se staly selskou osadou. 15. února 1655 sjela ze svahů Rýchor vůbec první písemně zaznamenaná lavina v Krkonoších a strhla dvě sklenářovické chalupy, v nichž z patnácti zasypaných osob osm zahynulo.
Do konce druhé světové války byly Sklenářovice samostatnou obcí s více než dvěma stovkami, takřka bez výjimky německých obyvatel. Byla tu i škola, mlýn a dva hostince. Po odsunu Němců zůstaly desítky domů opuštěny a jelikož se jedná o poměrně odlehlou horskou obec, nikdo z vnitrozemí se sem nehrnul. Domy byly vyrabovány, pobořeny a ty které zůstaly celé, odstřelila armáda při akci „Demolice“ v letech 1959–60. Dnes tu stojí už jen zhruba čtyři domy, sloužící většinou jako chalupy a několik hospodářských přístřešků. Vesměs vše v dolní části bývalé vesnice, v osadě Bystřice. V roce 2009 zde byla evidována pouhá jedna trvale obývaná adresa. V roce 2001 obyvatelé zahrnuti pod Mladé Buky. Jelikož po desítkách let divoká příroda vesnici doslova pohltila, vznikla zde ojedinělá lokalita luk a rozptýlené zeleně. Proto bylo v roce 2009 celé údolí bývalé vesnice (mimo Bystřice) prohlášeno přírodní památkou Sklenářovické údolí.

## Turistika
Sklenářovice jsou vyhledávaným cílem vycházek za město. Vede tudy několik turistických značených cest a cyklotras. Končí tu i silnice s malým parkovištěm. Láká sem překrásná krkonošská příroda na úbočí Rýchorského pralesa, romanticky pohlcující ruiny domů. Sklenářovice ve středověku bývaly místem, kde se hojně těžilo a rýžovalo zlato, což dodnes dokazuje spousta výkopů, hald a pozůstatků vodních staveb. Zapomenutou historii připomíná i název Zlatého potoka (levý přítok Úpy), přes který se zachoval stovky let starý klenutý kamenný most (kulturní památka). Ve Sklenářovicích se dochoval pomník, několik křížů, dvě zřícené kaple. Další kaple – tzv. Ochranná stojí na hřebeni kopce.

## Pamětihodnosti
- Ochranná kaple, vystavěna jako úkryt pro pocestné, renovována 2000[9]
- pomník padlým v 1. světové válce[10]
- dřevěná zvonice z roku 2008 od sochaře Jaroslava Řehny
- kamenný most

## Galerie

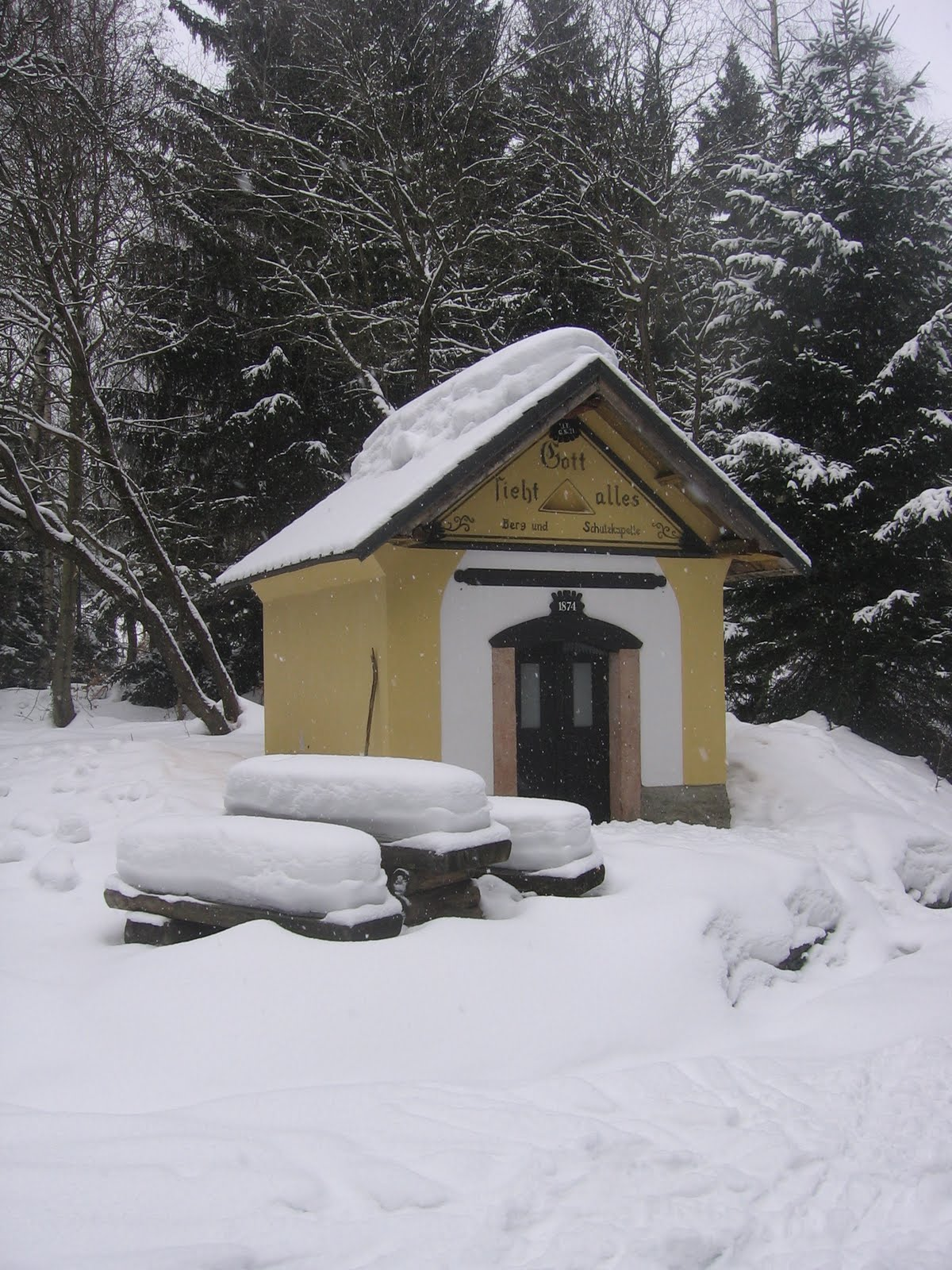
Ochranná kaple
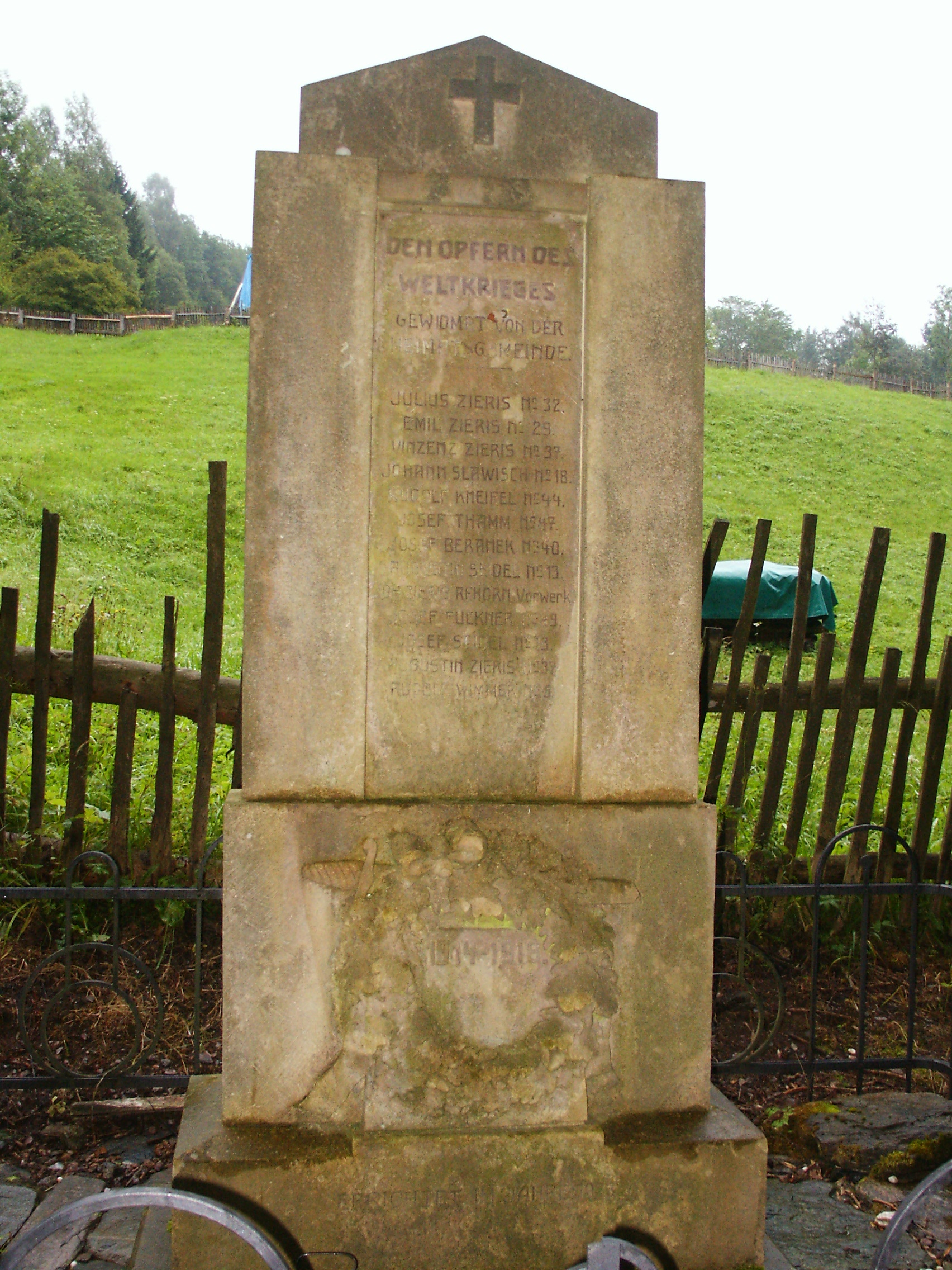
pomník padlým
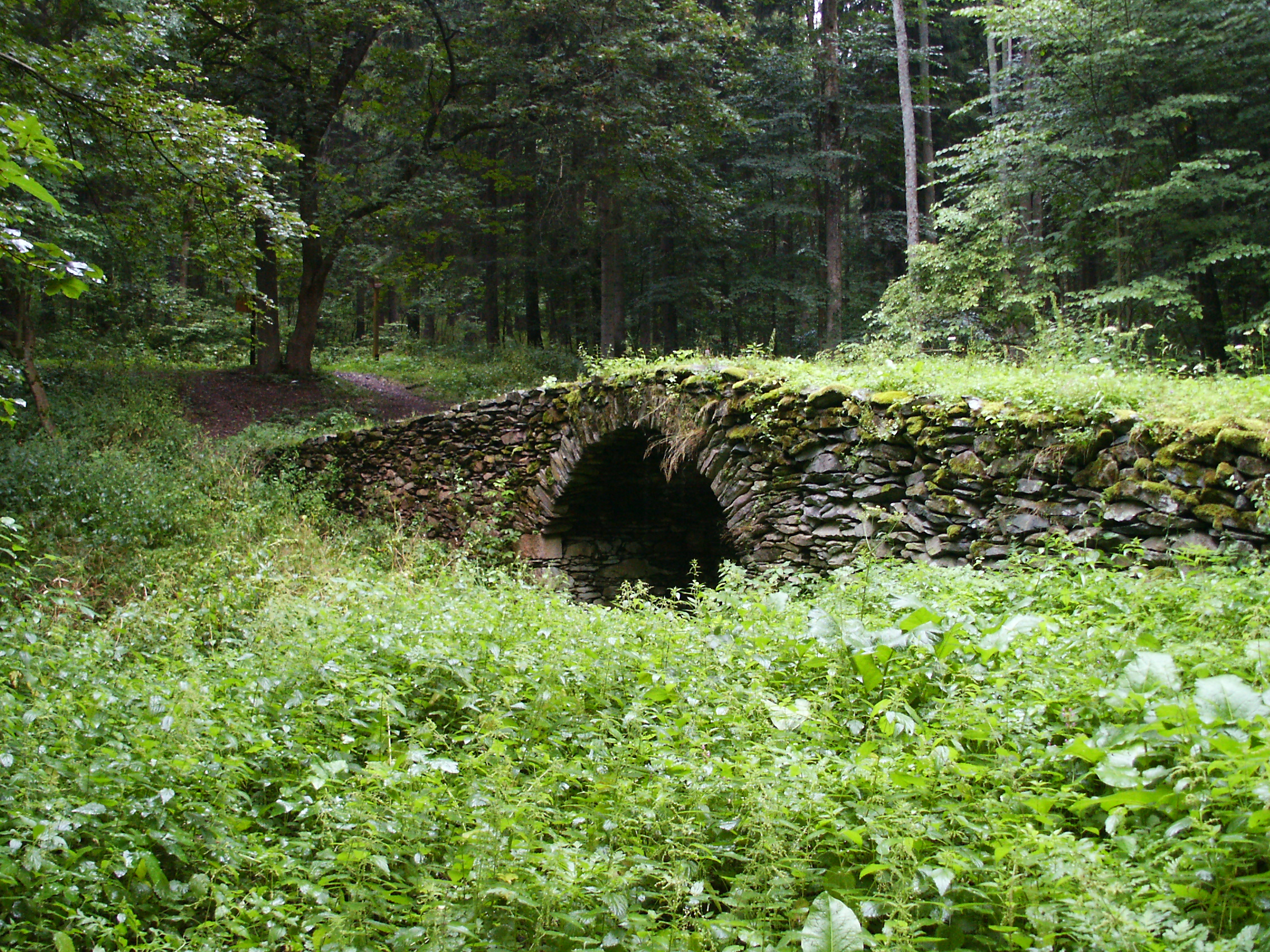
kamenný most
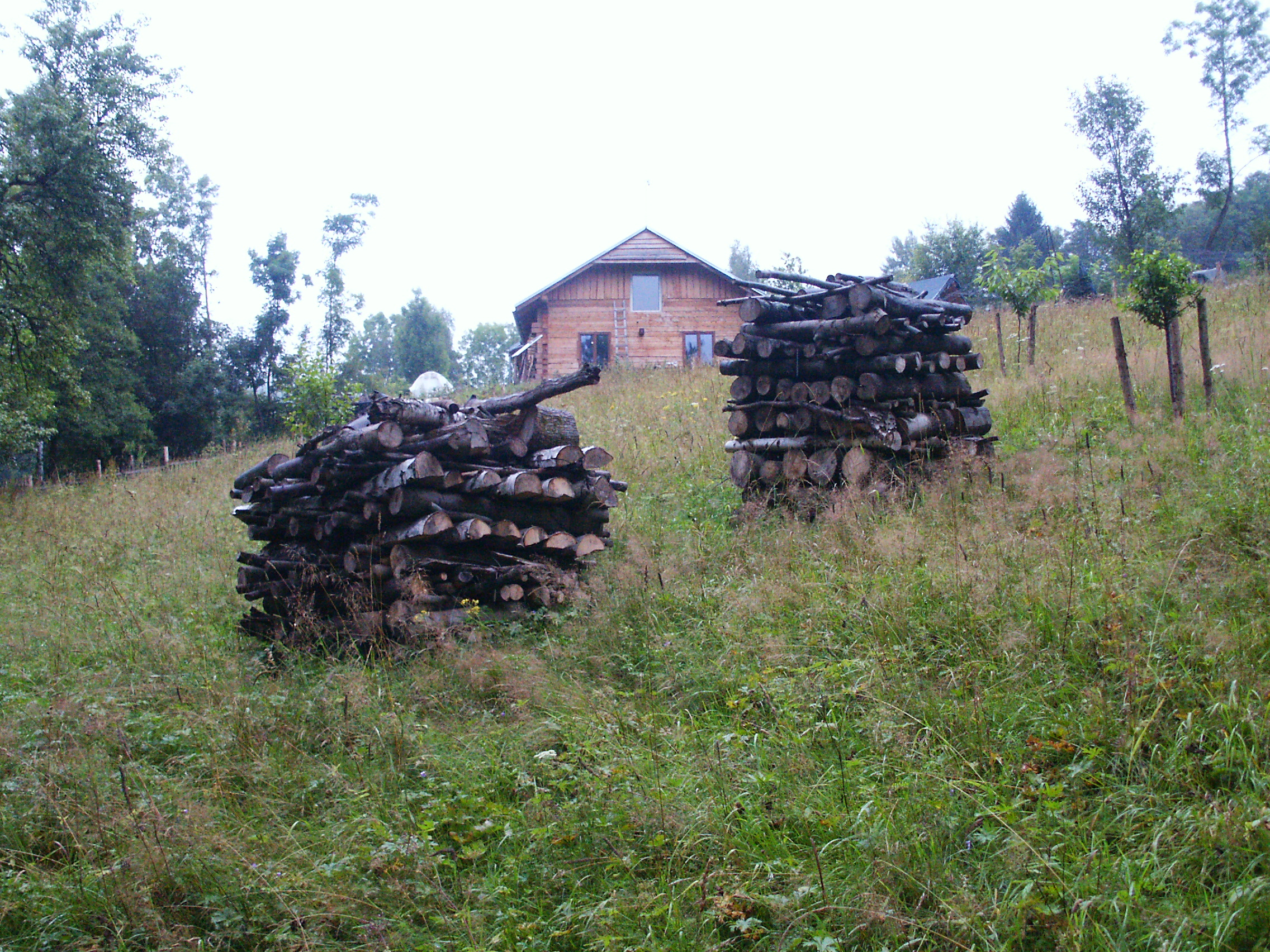
chata
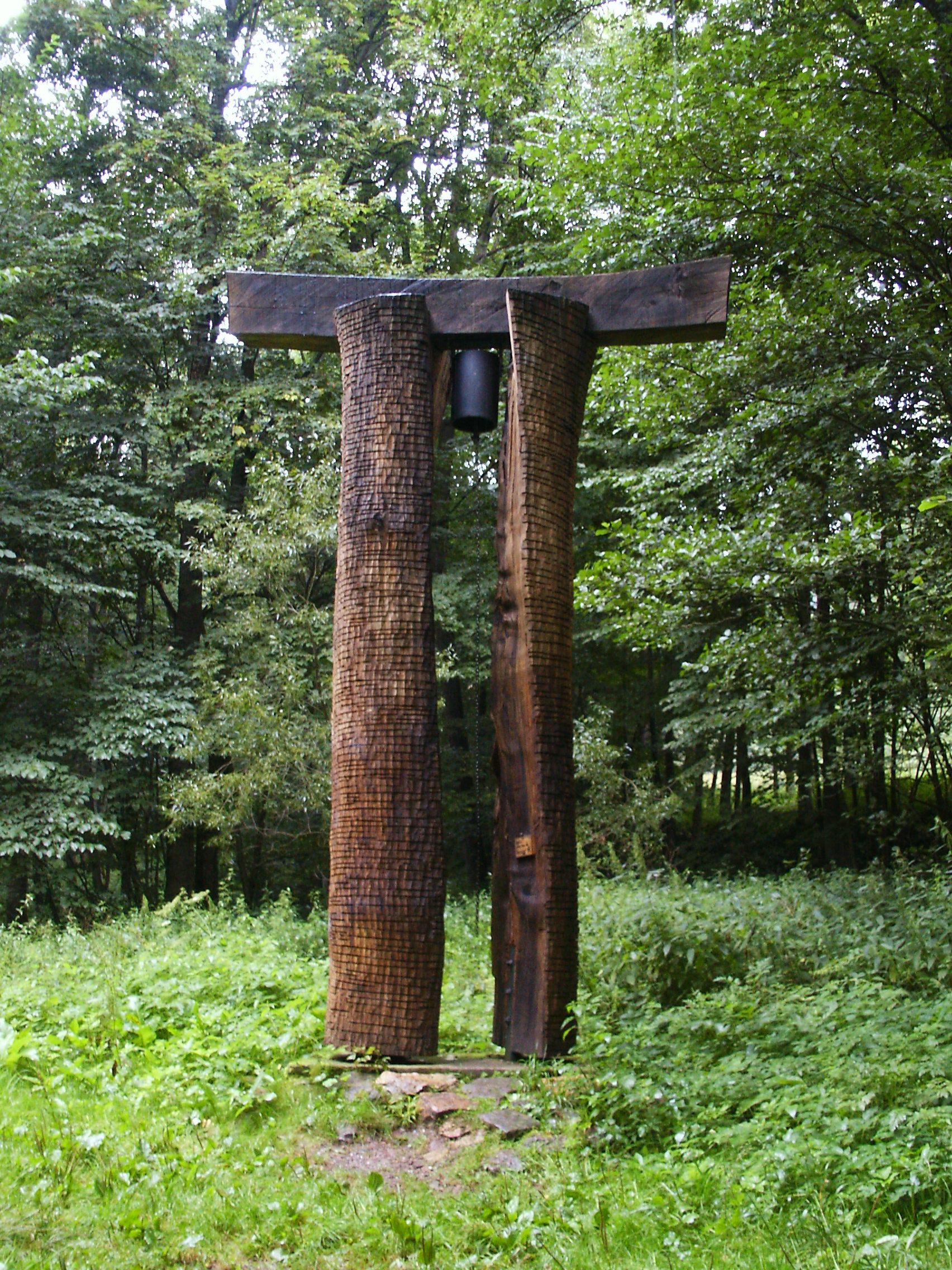
zvonice